# Mont Katmai
Pour les articles homonymes, voir Katmai.
Le mont Katmai est un volcan des États-Unis situé en Alaska, dans le parc national et réserve de Katmai. Cette montagne est couronnée par une caldeira renfermant un lac et formée au cours de l'éruption de 1912, la seule connue de ce volcan.

## Géographie

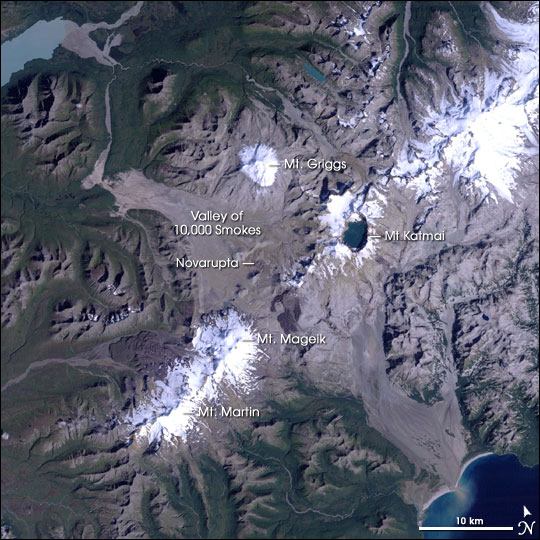
Image satellite du mont Katmai entouré par le Novarupta, la vallée des Dix mille fumées, le mont Griggs et les montagnes Kelujik (mont Mageik et mont Martin).

Le mont Katmai est situé aux États-Unis, dans le sud-ouest de l'Alaska, à l'entrée de la péninsule d'Alaska et au sud du parc national et réserve de Katmai. Il est entouré par le Novarupta à l'ouest, la vallée des Dix mille fumées, le mont Griggs et le lac Naknek au nord-ouest, la Snowy Mountain au nord-est, la baie Kukak à l'est, le détroit de Shelikof à l'est, au sud-est et au sud, la vallée de la rivière Katmai au sud ainsi que le Trident et les montagnes Kelujik au sud-ouest.
Le sommet de la montagne est couronné par une caldeira de trois kilomètres de largeur pour quatre kilomètres de longueur dont l'un des rebords culmine à 2 047 mètres d'altitude,. Cette caldeira renferme un lac de 250 mètres de profondeur qui a entièrement submergé une ancienne île, l'île Horseshoe, composée d'un dôme de lave observé lors d'une ascension du volcan en 1916, quatre ans après l'éruption ayant créé la caldeira. Les pentes de la montagne sont couverts de glaciers postérieurs à l'éruption de 1912 et formés par les précipitations neigeuses,.
Bien que le mont Katmai ne soit entré qu'une seule fois en éruption, il peut être classé parmi les volcans gris alimentés par du magma de subduction qui forme des dômes de lave, d'importants panaches volcaniques et des nuées ardentes.

## Histoire
Au moins deux grandes éruptions explosives se sont produites sur le mont Katmai au Pléistocène mais leur date précise est inconnue. Avant 1912, le volcan se présentait sous la forme d'une montagne composée de quatre stratovolcans, dont deux datés du Pléistocène, alignés selon un axe nord-est-sud-ouest. La plupart de ces sommets ont été détruits lors de l'éruption du 6 juin au 21 juillet 1912, la seule connue avec certitude du mont Katmai,.
Cette éruption de 1912 d'indice d'explosivité volcanique de 3 a émis 23 millions de mètres cubes de téphras au cours d'explosions phréato-magmatiques qui projettent de la lave et des cendres volcaniques. En un mois et demi, la pression dans la chambre magmatique du volcan diminue suffisamment pour provoquer l'effondrement du sommet de la montagne, créant la caldeira actuelle. Sur la fin de cette éruption, un dôme de lave se met en place dans le fond de la caldeira et devient une île lorsque cette dernière se remplit d'eau, créant alors le lac de cratère actuel. Par la suite, ce dôme de lave cesse d'être une île lorsqu'il est submergé par le lac dont le niveau augmente. Les précipitations qui alimentent le lac donnent également naissance aux glaciers qui couvrent les flancs de la montagne et descendent dans les vallées environnantes. Les dépôts pyroclastiques, principalement des cendres volcaniques, qui recouvrent depuis 1912 la vallée des Dix mille fumées s'étendant au nord-ouest du volcan n'ont pas été formés par l'éruption du mont Katmai mais par celle du Novarupta, la plus puissante du XXe siècle, qui s'est déroulée en même temps, du 6 juin à octobre 1912. De plus, la création de la caldeira du mont Katmai n'est pas imputée uniquement à son éruption mais également à celle du Novarupta.
Cinq autres éruptions postérieures à celle de 1912 et antérieures à 1931 ont été finalement discréditées.